# Línguas da Zâmbia

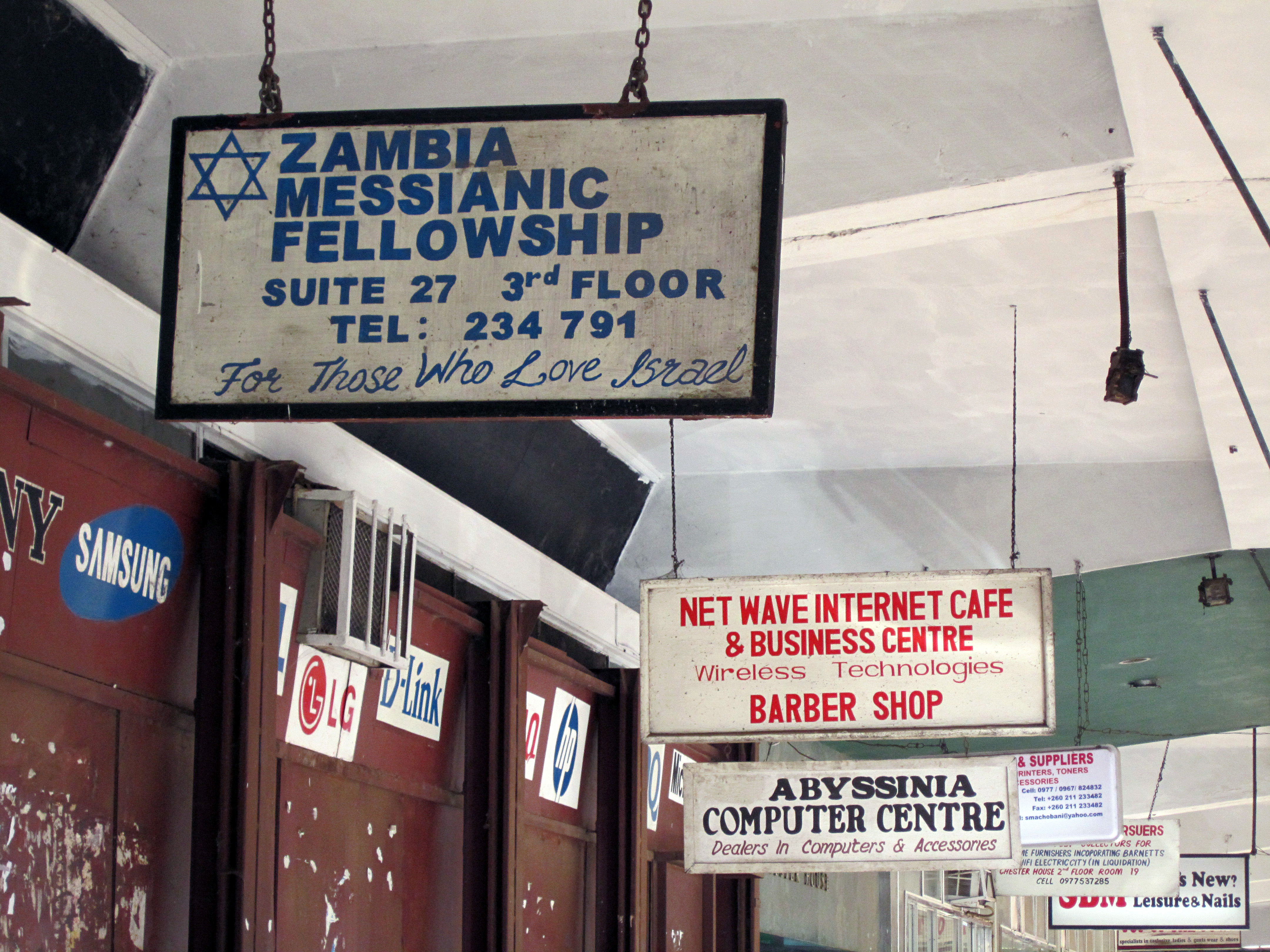
Sinais em inglês, Lusaca

A Zâmbia tem várias grandes línguas nativas, todos elas são membros da família banta, juntamente com inglês, que é a língua oficial e principal idioma dos negócios e da educação.

## Legislação
Datada de 1991 e revisada em 2016, a constituição da Zâmbia apresenta questões relacionadas às línguas. O Artigo 258 trata especificamente da “Língua oficial e uso e status das línguas locais”, e estabelece que “a língua oficial da Zâmbia é o Inglês”; que “um idioma diferente do Inglês pode ser usado como meio de instrução em instituições educacionais ou para fins legislativos, administrativos ou judiciais, conforme prescrito”; porém que “o Estado respeitará, promoverá e protegerá a diversidade das línguas do povo da Zâmbia”. A Constituição também prevê entre as funções nacionais e provinciais concorrentes a “política linguística e regulamentação das línguas oficiais”.

## Línguas nativas
A Zâmbia é amplamente multilíngue e declara ter mais de 72 línguas, embora muitos delas pode ser melhor consideradas como dialetos. Algumas destas línguas têm uma longa história dentro da Zâmbia, enquanto outras, como o lozi, surgiu durante os séculos XVIII e XIX, como resultado das migrações.
Segundo o Ethnologue, o inglês é a língua oficial do país, que se tornou independente do domínio colonial britânico em 1964. No entanto, a maioria da população fala línguas bantas, da família linguística nigero-congolês, e tem relações entre si. Os grupos linguísticos nianja (também conhecidos como cheua) e tonga também são importantes, atingindo mais de um quinto da população. As línguas nianja são faladas nas províncias do Leste e Central, enquanto as línguas tonga são faladas principalmente nas províncias do Sul e Oeste. Há 38 línguas nativas vivas no país e outras nove línguas não nativas faladas entre os habitantes. Há 36 línguas da família nigero-congolesa, uma da família pidgin e uma língua de sinais.
Sete línguas nacionais têm estatuto oficial. Juntas, estas representam as principais línguas de cada província: bemba (Província do Norte, Luapula, Muchinga e Copperbelt), nianja (Província Oriental e Lusaca), lozi (Província Ocidental), tonga (Província do Sul), kaonde, luvale e lunda (Província do Noroeste). Estas sete línguas são usadas, junto com o inglês, no ensino primário precoce e em algumas publicações governamentais. A ortografia comum foi aprovada pelo Ministério da Educação em 1977.
De acordo com o censo de 2000, as línguas mais faladas na Zâmbia são o bemba (falado por 52% da população como língua materna ou como segunda língua), o nianja (37%), tonga (15%) e lozi (11%).
As línguas da Zâmbia listadas pelo Ethnologue são: (auh) Aushi; (bem) Bemba; (bwc) Bwile; (nya) Chichewa; (fwe) Fwe; (ilb) Ila; (kqn) Kaonde; (sbs) Kuhane; (kdn) Kunda; (leb) Lala-Bisa; (lam) Lamba; (lai) Lambya; (leh) Lenje; (loz) Lozi; (lun) Lunda; (lue) Luvale; (lyn) Luyana; (mgr) Mambwe-Lungu; (mho) Mashi; (mxo) Mbowe; (mhw) Mbukushu; (mck) Mbunda; (nka) Nkoya; (nse) Nsenga; (mwn) Nyamwanga; (nih) Nyiha; (nkv) Nyika; (shq) Sala; (sta) Settla; (sna) Shona; (sie) Simaa; (sby) Soli; (tap) Taabwa; (toi) Tonga; (ttl) Totela; (tum) Tumbuka; (yax) Yauma; (zsl) Zambian Sign Language.
Em algumas línguas, particularmente o bemba e o nianja, os zambianos distinguem entre uma forma "profunda" da língua, associada com falantes nativos tradicionais mais velhos e em áreas rurais, e formas urbanas que incorporam um grande número de empréstimos de inglês e de outras inovações.
Uma variedade urbana do nianja é a língua franca da capital Lusaca e é amplamente falado como segunda língua por toda a Zâmbia. O bemba, a língua nativa mais falada do país, também serve como uma língua franca em algumas áreas.
As línguas zambianas possuem limitada equipagem. Há registro de que foram publicados manuais e dicionários das línguas nativas na Zâmbia, juntamente de Zimbábue e Uganda, contudo esses conteúdos não estão disponíveis em formato digital ou são vendidos por meio da internet. A maior parte dos documentos, livros, sites e jornais, inclusive a própria Constituição, são escritos em inglês, visto que essa é a língua oficial do governo da Zâmbia. É possível, porém, encontrar documentos em algumas línguas nativas. O documento “A Simple Guide to the Anti Gender Based Violence (GBV) Act” – documento oficial da Zâmbia em ato contra a violência de gênero, por exemplo, foi traduzido de inglês para nianja; o relatório de avaliação da pobreza, dados de 2015 publicados em 2017, também está disponível em inglês, bemba e nianja.
Encontra-se pouco material das línguas zambianas digitalizados e a maior parte do conteúdo encontrado tem como foco o acesso a essas línguas para estrangeiros, visto que o acesso à internet na Zâmbia é bastante limitado. Assim, um aspecto da equipagem das línguas zambianas que parece fazer muita falta é, justamente, a presença dessas línguas na internet. Não é possível, por exemplo, encontrar a maior parte das línguas zambianas no Google Tradutor. O sistema oferece, das sete principais línguas zambianas, apenas o nianja, ainda sem a opção de áudio. Alguns sites privados possuem iniciativas de tradução das línguas zambianas. O site do Ministério da Saúde da Zâmbia, registrado pelo Instituto SMART Zâmbia, que trabalha o desenvolvimento tecnológico do país, oferece a tradução do site para nianja, assim como o próprio site do Instituto. Porém, os documentos publicados em ambos estão apenas em inglês.
Imprensa: dos 42 canais e 120 estações de rádio privadas disponíveis na Zâmbia, todos operam majoritariamente em inglês. O multilinguismo no país é muito presente e a mediação entre as línguas pode ser por vezes dificultosa, como se demonstra no ocorrido na Zambia National Broadcasting Corporation (ZNBC), em que um espectador entra em contato e não consegue uma boa comunicação por conta da diferença de línguas. Os jornais diários - Times of Zambia e Daily Mail, também são em inglês, assim como o Zambia News and Information Services (ZANIS), canal de informações do governo zambiano.
Literatura: há autores(as), como Mulenga Kapwepwe, Malama Katulwende e Gwendoline Konie, produzindo literatura na/sobre as línguas zambianas e outros elementos da identidade zambiana, porém é difícil mapear a circulação dessa literatura no país.
Cinema: o cinema zambiano é precário por falta de investimentos, mas há, sim, produção, não apenas em inglês, mas também nas línguas nativas. Rungano Nyoni, autora e diretora de cinema zambiana, produziu seus filmes na Europa, com financiamento, sendo dois deles filmados em bemba/nianja.
Ambiente linguístico: a maioria das línguas zambianas não aparecem nas mídias, publicidades, placas e escritas em geral nos ambientes públicos. É possível observar isso a partir de uma exploração do território do país por meio do Google Maps, onde se vê monumentos, estabelecimentos e placas de trânsito escritas, em grande maioria, em inglês.

## Inglês zambiano
O inglês, a antiga língua colonial, serve como uma língua comum entre os zambianos educados. Na altura da independência em 1964, o inglês foi declarado como língua nacional. Porém, o inglês é a primeira língua de apenas 2% dos zambianos, mas é a mais utilizada como segunda língua.
O inglês falado na Zâmbia tem algumas características distintivas, tais como a simplificação de alguns verbos frasais ("throw" em vez de "throw away"), as diferenças sutis no uso de verbos auxiliares, tais como "should", a simplificação dos sons de vogais (Alguns zambianos podem considerar "taste" e "test" como a mesma palavra), e pela incorporação de partículas derivadas de línguas nativas da Zâmbia (tais como chi "big/bad" e ka "little"). O inglês zambiano também incorpora palavras sul-africana como braai para "barbecue".

## Língua portuguesa
Apesar de nunca ter sido uma colônia de Portugal, a Zâmbia tem uma ligação com o mundo lusófono. O primeiro europeu a visitar a área foi o explorador português Francisco de Lacerda no final do século XVIII. Este território, localizado entre a África Oriental Portuguesa e a África Ocidental Portuguesa, foi reivindicado e explorado por Portugal naquele período. O português foi introduzido no currículo escolar do país, em parte devido à presença de uma grande comunidade angolana de língua portuguesa.

## Educação nas línguas zambianas
Dois anos pós independência, a Lei Educacional de 1966 aboliu a segregação racial nas escolas, introduziu a inscrição escolar gratuita, desenvolveu uma política de enfrentamento a escassez de professores e falta de materiais de ensino, além de promover uma maior disponibilidade de instalações educativas. Dez anos depois, a Zâmbia já contava com a expansão de escolarizados no país.
Por conta da presença dos ingleses na região, pré-independência, o inglês passou a ser ensinado nas escolas como disciplina, enquanto as línguas locais eram utilizadas como línguas de instrução. Com a independência do país, o inglês passou a ser a língua oficial, com o lema “One Zambia, One Nation,” pretendendo unificar o país, o que levou ao inglês a ganhar o status de língua de instrução. Na reforma de 1966, a lei educacional passou a ofertar o ensino de mais sete línguas locais e decidiu por legalizar o uso dessas línguas para mediar o ensino, fato ainda vigente nos dias atuais (Lei da Educação de 2011). Sendo assim, o inglês é ensinado como disciplina e utilizado como língua de instrução; as línguas locais são ensinadas como disciplina, porém utilizadas como mediação para demais disciplinas.
De acordo com Steiner (2023), em sua pesquisa na região leste e sul do país:
- Em média, os alunos do ensino primário falam 2 línguas;

- Os professores falam cinco línguas;
- Os professores possuem potencial para o ensino multilíngue, porém não há recursos para que esse ensino aconteça de fato;
- Mais da metade dos alunos fala nianja em casa;
- 33,5% dos estudantes relataram falar uma única língua;
- 3,8% dos estudantes falam apenas inglês;
- Pode ser mais difícil para os alunos que falam uma única língua em casa apresentarem resultados satisfatórios em contexto de sala de aula multilíngue em comparação com os que estão habituados a usar mais de uma língua;
- 40% dos professores falam mais que uma língua em casa;
- O ensino multilíngue pode ser mais desafiador para o professor que fala apenas uma língua em casa;
- Quase metade dos alunos acredita que o inglês seja a língua mais importante;
- 40% dos professores disseram que o inglês é a língua mais importante.

Embora alunos e professores acreditem que o inglês seja uma língua fundamental, o ensino inadequado e a falta de estratégias para o ensino multilíngue fortalecem as dificuldades da alfabetização, uma vez que a grande maioria dos alunos não têm o inglês como primeira língua e quando chegam na escola encontram o inglês como língua de instrução, língua esta que é diferente da falada em casa ou na comunidade em que vivem.

## Serviços nas línguas zambianas
Portal ZamServices
O ZAMportal é o portal oficial de serviços do governo da Zâmbia, projetado para fornecer acesso fácil e conveniente a uma ampla gama de serviços governamentais online para cidadãos, empresas e outras entidades. Ele foi criado para facilitar o acesso aos serviços públicos, reduzir a burocracia e melhorar a eficiência administrativa. Alguns dos serviços que o ZAMportal oferece incluem:
1. Registros de Negócios: Registro e atualização de empresas e entidades comerciais.
2. Impostos e Finanças: Pagamento de impostos, declarações fiscais e outros serviços financeiros.
3. Educação: Inscrição em escolas, exames e acesso a recursos educacionais.
4. Saúde: Informações sobre serviços de saúde, registro em programas de saúde pública, entre outros.
5. Emprego: Acesso a oportunidades de emprego, inscrição em programas de treinamento profissional.
6. Documentação: Solicitação e renovação de documentos de identidade, passaportes, licenças, etc.
7. Serviços Públicos: Pagamento de contas de serviços públicos como água e eletricidade.

Além disso, o ZAMportal geralmente fornece informações úteis sobre políticas governamentais, notícias, eventos e atualizações importantes para os cidadãos da Zâmbia. É uma iniciativa importante para promover a transparência, eficiência e acesso equitativo aos serviços governamentais no país.
ZANIS
A ZANIS (Zambia News and Information Services) é a agência nacional de notícias da Zâmbia que departamento surgiu em 2005, após a fusão entre a Agência de Notícias da Zâmbia (ZANA) e os Serviços de Informação da Zâmbia (ZIS), ambas alas do Governo. Desempenha um papel crucial na disseminação de informações governamentais, notícias nacionais e desenvolvimentos importantes dentro do país. A agência distribui suas notícias através de diferentes meios de comunicação, incluindo jornais, rádios, televisão e plataformas online. Ela também colabora com estações de rádio comunitárias e outros meios de comunicação para alcançar um público mais amplo, especialmente em áreas rurais e remotas.
Programa de Alfabetização para Adultos na Zâmbia
O Programa de Alfabetização para Adultos na Zâmbia, criado na década de 1970, foi uma iniciativa significativa do governo zambiano para combater o alto índice de analfabetismo entre a população adulta do país. Durante o período pós-independência, a Zâmbia enfrentava desafios econômicos e sociais, incluindo a necessidade urgente de melhorar os níveis educacionais da população. Este programa foi então implementado através de centros de alfabetização em todo o país, onde os adultos podiam frequentar aulas regulares para aprender habilidades fundamentais. O governo colaborou com organizações não governamentais e outras entidades para estender o alcance do programa e garantir que ele fosse acessível a todas as comunidades.
2022-2026 Strategic Plan National Health
O Plano Estratégico Nacional de Saúde 2022-2026 da Zâmbia estabelece metas claras para melhorar os indicadores de saúde materna, particularmente visando reduzir a mortalidade materna de 278 por 100.000 nascidos vivos em 2021 para menos de 100 por 100.000 até 2026.
Além disso, o plano visa ampliar a provisão de materiais IEC para o cuidado pós-natal (PNC) também em inglês e nas sete línguas locais, sendo de suma importância para trazer informações para as mães sobre os cuidados necessários após o parto, promovendo melhores práticas de saúde materna e infantil.
Uma outra prioridade do plano é escalar o treinamento de profissionais de saúde capacitados em língua de sinais. Isso visa melhorar a acessibilidade dos serviços de saúde para pessoas surdas, garantindo que elas recebam atendimento adequado.